# Нодар Гвахарія
Нодар Гвахарія (16 квітня 1932 — 14 листопада 1996) — грузинський ватерполіст.
Бронзовий призер Олімпійських Ігор 1956 року.